# Robert McNair Price
Robert McNair Price (Jackson, 7 luglio 1954) è un biblista e scrittore statunitense.
È professore di teologia e studi scritturali al Coleman Theological Seminary, professore di critica biblica al Center for Inquiry Institute, oltre che autore di diversi libri di teologia e sulla storicità di Gesù, tra i quali Deconstructing Jesus (2000), The Reason Driven Life (2006), Jesus is Dead (2007), e Inerrant the Wind: The Evangelical Crisis in Biblical Authority (2009).
Ex-ministro battista, è stato curatore del Journal of Higher Criticism dal 1994 fino alla cessazione delle pubblicazioni nel 2003, e ha scritto numerose opere sul Ciclo di Cthulhu, un universo letterario inventato da Howard Phillips Lovecraft.  È anche il coautore di un libro con sua moglie, Carol Selby Price, Mystic Rhythms: The Philosophical Vision of Rush (1999), sul gruppo rock Rush.
Price è stato membro del Jesus Seminar, un gruppo di 150 studiosi della storicità di Gesù, organizzatore di una comunità on-line di coloro che sono interessati alla storia del cristianesimo, ed è membro della commissione di esperti della Secular Student Alliance. In ambito religioso è uno scettico, specialmente riguardo alle credenze ortodosse cristiane, in particolare la risurrezione di Gesù e la tomba vuota, che ha cercato di spiegare senza il ricorso a eventi soprannaturali; occasionalmente si descrive come un "cristiano ateo". È particolarmente noto per il suo scetticismo riguardo all'esistenza di Gesù come figura storica, e sostiene che, sebbene Gesù possa essere esistito, «a meno che qualcuno non scopra il suo diario o il suo scheletro, non lo sapremo mai».

## Opere
- DECONSTRUCTING JESUS, Prometheus, 2000.
- THE INCREDIBLE SHRINKING SON OF MAN: How Reliable is the Gospel Tradition?, Prometheus, 2003.
- (a cura di, con Jeffery Lay Lowder) The Empty Tomb: JESUS BEYOND THE GRAVE, Prometheus, 2005.
- The Da Vinci Fraud: Why the Truth Is Stranger Than Fiction, Prometheus, 2005.
- The REASON DRIVEN life: What Am I Here On Earth For?, Prometheus, 2006.
- (introduzione, traduzione e commento) THE PRE-NICENE NEW TESTAMENT: Fifty-four formative texts, Signature Books, 2006.
- Jesus is Dead, American Atheist Press, 2007.
- THE PAPERBACK APOCALYPSE: How the Christian Church Was LEFT BEHIND, Prometheus, 2007.
- Top Secret: The Truth Behind Today's Pop Mysticism, Prometheus, 2008.
- Inerrant The Wind: The Evangelical Crisis of Biblical Authority, Prometheus, 2008.
- THE CASE AGAINST THE CASE OF CHRIST: A New Testament Refutes the Reverend Lee Strobel, American Atheist Press, 2010.
- SECRET SCROLLS: REVELATIONS FROM THE LOST GOSPEL NOVELS, Wipf & Stock Publishers, 2010.
- THE Christ Myth Theory AND Its Problems, American Atheist Press, 2011.
- THE AMAZING COLOSSAL APOSTLE: The Search for the Historical Paul, Signature Books, 2012.
- Killing History: Jesus in the NO-SPIN ZONE, Prometheus, 2014.
- Moses and Minimalism: Form Criticism vs. Fiction in the Pentateuch, Tellectual Press, 2015.
- Blaming Jesus for Jehovah: Rethinking the Righteousness of Christianity, Tellectual Press, 2016.
- Holy Fable, Volume I: The Old Testament Undistorted by Faith, Tellectual Press, 2017.
- ATHEISM FAITHEISM, Pitchstone Publishing, 2017.
- HOLY FABLE, Volume II: The Gospels and Acts Undistorted by Faith, Mindvendor, 2017.
- BART EHRMAN INTERPRETED: How One Radical New Testament Scholar Understands Another, Pitchstone Publishing, 2018.
- HOLY FABLE III: The Epistles and the Apocalypse Undistorted by Faith, Mindvendor, 2018.
- JESUS CHRIST SUPERSTITION, Pitchstone Publishing, 2019.
- HOLY FABLE IV: A Critical Study of Modern Scriptures, Pitchstone Publishing, 2020.
- WHEN GOSPELS COLLIDE, Gcrr Press, 2021.
- JUDAIZING JESUS: How New Testament Scholars Built The Ecumenical Golem, Pitchstone Publishing, 2021.
- merely Christianity: A SYSTEMIC CRITIQUE OF THEOLOGY, Pitchstone Publishing, 2022.
- THE GOSPELS Behind THE GOSPELS, Pitchstone Publishing, 2023.
- Houses of the Holy: A Higher-Critical Survey of World Religions, Pitchstone Publishing, 2025.